# Дедерие
Дедерие — пещера в горах Симеона в Сирии, в которой систематические раскопки проводятся с 1987 года. Пещера расположена в 60 километрах к северо-западу от Алеппо в районе Африн, на высоте 450 метров (1480 футов). В 1993 и 1997—1998 годах в пещере были найдены двое неандертальцев.

## Описание
Пещера, ширина которой 15 метров, а высота 8 метров, поднимается до 10 метров сзади, где дымоход является вторым выходом, и глубина достигает 50 метров. Главный вход находится на севере.

## Раскопки
Предварительные раскопки проводились в 1989 и 1990 годах, а более серьёзные исследования начались в 1993 году; они быстро дали останки неандертальского ребёнка, около двух лет, почти полный набор останков. Второй (частичный) скелет был найден в 1997—1998 годах в яме размером 70 на 50 см, заполненной грязью, в которой был найден кремень. Исследователи пришли к выводу, что это были похороненные останки.
Во всех останках до пятнадцати скелетов были найдены в слоях среднего палеолита пещеры. Более половины из них были детьми.